# Otto Herrmann (Politiker, 1890)
Otto Herrmann (* 11. Juli 1890 in Märstetten; † 26. August 1965 in Frauenfeld; reformiert; heimatberechtigt in Frauenfeld) war ein Schweizer Politiker (SP).

## Biografie
Otto Herrmann wurde am 11. Juli 1890 als Sohn des Schusters Karl Wilhelm Herrmann in Märstetten geboren. Herrmann war zunächst als Hilfsarbeiter beschäftigt, später absolvierte er eine Ausbildung zum Typografen. Herrmann, der 1920 Marie, die Tochter des Johann Heinrich Schmid, ehelichte, starb am 26. August 1965 knapp nach Vollendung seines 75. Lebensjahres in Frauenfeld.
Das Mitglied der SP war zwischen 1919 und 1941 als zweiter Sekretär des Thurgauischen Arbeitersekretariats tätig. Im Anschluss fungierte er bis 1946 als Notar des damaligen Kreises Frauenfeld. Daneben gehörte er von 1919 bis 1946 dem Gemeinderat von Frauenfeld an. In der Folge amtierte er bis 1955 als erster sozialdemokratischer Stadtammann von Frauenfeld. Darüber hinaus war er von 1926 bis 1956 im Thurgauer Grossen Rat, den er im Amtsjahr 1940/1941 präsidierte.